# Аблаев, Энвер Мустафаевич
Энвер Мустафаевич Аблаев (11 июля 1911, Дерекой, Таврическая губерния — 2 августа 1987, Симферополь) — военный врач, начальник санитарной службы, гвардии майор.

## Биография
Родился в деревне Дерекой в семье крестьян-середняков. Отец 1867 года рождения — Аблаев Мустафа, крымский татарин, занимался сельским хозяйством. Умер в 1927 году. Мать, 1872 года рождения — Алаева Дженятхан, крымская татарка, умерла при депортации крымских татар в Узбекскую ССР в 1944 году.
В 1933 году окончил 9 классов школы в Ялте. После окончания учёбы работал на хозяйственных должностях. В 1936 году окончил Рабочий факультет. В 1937 году поступил во Российский национальный исследовательский медицинский университет имени Н. И. Пирогова, который окончил в 1941 году. В 1940 году вступил в ВКП(б). Встретил войну в Москве.

### В Великой Отечественной войне
В июне 1941 года добровольцем пошёл на фронт. Место призыва: Ленинский районный военный комиссариат, Московская область.
Прошёл весь военный путь до Берлина в качестве начальника санитарной службы штаба оперативной группы миномётных частей Юго-Западного фронта 18-й гвардейской миномётной Львовской ордена Кутузова бригады. На вооружении этой бригады находились БМ-13, или, по-другому, Катюши.
Уже 9 декабря 1941 года в Елецкой операции вместе с группой прикрытия прорвался через дороги занятые противником и участвовал в выводе 4-го гвардейского миномётного полка из окружения.
Миномётный дивизион, в котором служил Энвер Аблаев, участвовал в Сталинградской битве на участке реки Волга, близлежащем участку к Сталинградскому Тракторному заводу.
Участвовал в Битве за Днепр 26 сентября 1943 года. С первым дивизионом переправлялся на правый берег реки Днепр. В момент переправы противник открыл сильным миномётный и артиллерийский огонь по понтону, на котором находилась материальная часть и личный состав дивизиона. Понтон в результате прямого попадания начал тонуть. Было много раненных и тонущих гвардейцев и офицеров. Аблаев бросился в воду и спас жизнь шестерым тонущим и раненным гвардейцам.
В январе-феврале 1945 года в районе деревень Киршбишау, Вокренхайн, Шургас, а также в районе Стопница Аблаев спас жизни гвардейцам и солдатам, за что был награждён Орденом Отечественной войны.

### Послевоенная карьера
С 1949 года — врач-отоларинголог города Баку. С 1952 года — врач-фтизиатр в туберкулёзном госпитале инвалидов Великой Отечественной войны в городе Самарканд.

Вёл активную научную деятельность. Его работы внесли большой вклад в дело лечения больных туберкулёзом лёгких и амилоидозом внутренних органов (печени и почек). Так, до публикации его работ, переливание крови при этих недугах считали противопоказанным, а после — стали переливать кровь при этих болезнях.

## Частная жизнь
Три сестры: Зера Дадой — 1901 года рождения, Анифе Демерджиева — 1906 года рождения, Аблаева Мурвеш — 1913 года рождения.
Был дважды женат. От первого брака с Аблаевой И. С., 1919 года рождения, родилась дочь Диляра. От второго брака с Нилюфер Амитовной Умеровой, 1923 года рождения, — две дочери Эльвира и Иффет.
Боролся за реабилитацию крымскотатарского народа. На личном примере стремился получить разрешение на прописку и переселиться на территорию Крыма, что ему удалось сделать в 1971 году.
Добивался полной реабилитации крымских татар и по этому поводу встречался с политическими лидерами страны, в том числе с Генеральным секретарём ЦК КПСС СССР Михаилом Сергеевичем Горбачёвым.
Последние годы жил в городе Симферополь. Умер от инсульта в 2 августа 1987. Место захоронения — кладбище возле села Донское.

## Научные труды
- «Переливание крови при туберкулёзе лёгких» — журнал «Проблемы туберкулёза» номер I за‚1955 г.
- «Переливание крови при амилоидозе внутренних органов» — журнал «Здравоохранение Узбекистана» номер 10 за 1960 г.

## Награды
1. значок «Отличнику здравоохранения» (СССР) (приказ № 117; 1968).
2. знак «Гвардия»
3. два два ордена Красной Звезды (1.1.1942; 7.1.1943)
4. два ордена Отечественной войны II степени (19.2.1945; 6.4.1985)
5. медаль «За оборону Сталинграда» указ от 22.12.1942
6. медаль «За освобождение Праги» указ от 9.6.1945
7. медаль «За взятие Берлина» указ от 9.6.1945
8. медаль «За победу над Германией» указ от 9.6.1945